# Kjartan Kristiansen
Kjartan Kristiansen, né le 14 août 1963, est un musicien de rock norvégien.

## Biographie
Il est guitariste et auteur-compositeur du groupe des DumDum Boys, qu'il a formé vers la fin des années 1970 en tant que groupe de punk rock sous le nom de Wannskrækk. Après avoir sorti quelques singles sous ce nom, le groupe adopte son nouveau nom. Peu de temps après, le groupe sort un nouveau single en 1985.
Au fur et à mesure, Kristiansen est aussi devenu producteur d'albums d'autres musiciens norvégiens, tel que l'auteur-compositeur Stein Tore Bjella et Jonas Alaska.